# Joseph Daleiden
Joseph L. Daleiden  ou Joseph Daleiden é um estatístico, demógrafo, economista, analista de políticas públicas e planejador de longo prazo das empresas. Tem publicado artigos e livros nas áreas de economia, sociologia, teologia, filosofia e finanças. 
Sr. Daleiden começou sua carreira como Gerente de Estudos Econômicos e Demográficos de Illinois Bell, em 1964, onde desenvolveu as projeções de longo prazo da população, a força de trabalho e crescimento econômico.Ele desenvolveu o primeiro grande modelo de simulação econométrica de uma empresa, bem como modelos para otimizar a disponibilidade de trabalho para o operador e escritórios clerical.
Em 1978, o Sr. Daleiden foi emprestado pela AT&T para a Administração Carter como um consultor económico do Escritório de Administração e Orçamento.Ele desenvolveu uma proposta de reorganização e consolidação das funções econômicas do governo federal. Joe preparou documentos de fundo econômico e demográfico das iniciativas de política urbana e foi acusado de implementação de uma ordem executiva presidencial para avaliar o impacto de todas as iniciativas legislativas e orçamentais que afectam zonas urbanas e comunidade.Ele também realizou seminários para os planejadores dos países menos desenvolvidos sobre as políticas necessárias para o desenvolvimento sustentável a longo prazo. 
Depois de retornar de Washington, Joe se juntou ao recém-criado Ameritech Corporation como Diretor Corporativo de Planejamento e Orçamento Capital.Ele desenvolveu um processo de planejamento a longo prazo e uma metodologia para priorizar as despesas de capital.
Ele deixou Ameritech em 1993, para escrever e dar palestras sobre filosofia e economia. Seus livros incluem uma crítica teológica, a superstição Final; um tratado filosófica, a ciência da ética, e uma análise global das políticas sócio-econômicas de hoje, o sonho americano: Pode sobreviver ao século 21? ste último trabalho foi classificado como "Altamente Recomendável" pela Future Survey, a resenha do livro resumo do World Future Society. 

## Livros
- A superstição Final: uma avaliação crítica da herança judaico-cristã
- O sonho americano: Pode sobreviver ao século 21?
- A Ciência da Moralidade: o individual, comunitária, e as gerações futuras